# Abbaye de Chiaravalle de Milan
Pour les articles homonymes, voir Monastère de Clairvaux.
Ne doit pas être confondu avec Abbaye de Chiaravalle della Colomba ou Abbaye de Chiaravalle di Fiastra.
L’abbaye de Clairvaux (Chiaravalle), à Milan a été fondée en 22 janvier 1135, en filiation de l'abbaye de Clairvaux. Elle est un des premiers exemples du gothique en Italie.

## Toponymie
L'abbaye ayant été fondée par Bernard de Clairvaux lui-même, choisit de prendre le même nom que son abbaye-mère, celle de Clairvaux. Comme pour cette dernière, ce nom, en français ou en italien, signifie tout simplement « la vallée claire »

## Historique

### Fondation
En juin 1135, Bernard de Clairvaux, revenant du concile de Pise où il était allé soutenir le pape Innocent II en conflit avec à l'antipape Anaclet II, fait halte à Milan. Le peuple enthousiaste propose de le faire archevêque de la ville ; mais Bernard, refusant cette charge, préfère faire don aux Milanais d'une abbaye, dont il définit l'emplacement dans la zone humide au sud de la ville (appelée Rovegnano ou Ruvegnàn en lombard).
L'abbaye est reconnue assez tardivement par le pape, en 1187 ; à cette date, Urbain III prend l'abbaye sous sa protection. L'église abbatiale est achevée et consacrée en 1221, durant l'abbatiat d'Enrico Settala.

### L'abbaye au Moyen Âge

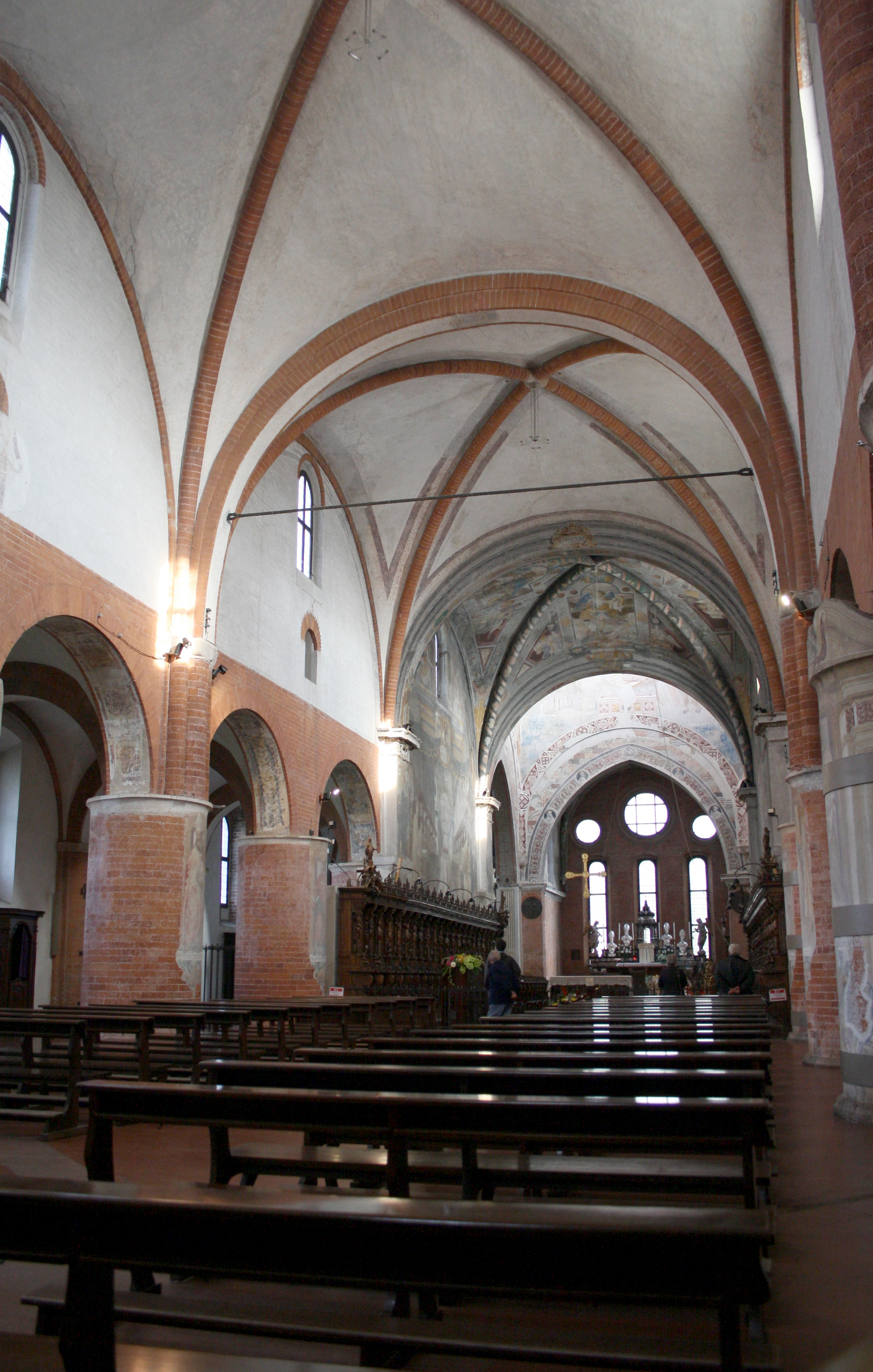
La nef de l'abbatiale, avec ses piliers de briques ; la voûte du transept décorée de fresques ; au fond, le chevet plat et ses trois verrières, typiquement cisterciennes.

Le monastère vit au Moyen Âge sous la protection des Visconti. Un certain nombre d'entre eux s'y font enterrer, y compris peut-être Matteo Visconti, alors qu'il était sous le coup d'une excommunication. Lors de la fin de la procédure d'excommunication visant la famille régnante de Milan, les cisterciens son en tout cas remerciés de leur fidélité à l'aristocratie locale par l'offrande de fresques décoratives réalisées dans le clocher-lanterne. À cette période, au début du quatorzième siècle, l'abbaye atteint son plus grand développement, comptant jusqu'à 80 moines.

### Reconstruction à la Renaissance
En 1490, Bramante et Giovanni Antonio Amadeo, par une commande du cardinal Ascanio Maria Sforza Visconti, frère Ludovic Sforza (Ludovico il Moro), duc et chef de Milan, construisirent le Chiostro Grande (grand cloître) et le Capitolo (salle capitulaire). D'autres fresques viennent se rajouter à celles qui décorent déjà l'abbaye, notamment les fresques décorant le transept méridional, autour de l'escalier joignant le dortoir au chœur des moines, peintes par Bernardino Luini ; des scènes de la vie de saint Bernard sont sculptées par Carlo Garavaglia (it) au XVIIe siècle.
À la fin du XVe ou au début du XVIe siècle, le dortoir fait place à une quarantaine de cellules monastiques individuelles, plus des cellules d'accueil pour les visiteurs de passage. Au XVIIe siècle, le porche de l'église est rebâti dans un style classique.

### Les vicissitudes auxXVIIIeetXIXesiècles
L'abbaye est fermée par les troupes françaises qui occupent l'Italie du Nord en 1798.
En 1853, la ligne ferroviaire de Gênes à Milan est inaugurée. Le dédain des constructeurs pour les édifices religieux ainsi que la logique économique font que la voie ferrée traverse directement le grand cloître construit par Bramante, juste derrière le chevet de l'église abbatiale. Depuis, la voie ferrée a été conservée, mais n'est plus utilisée : une déviation a été construite, qui évite l'abbaye.

### Retour des cisterciens
Depuis 1952, les moines cisterciens sont de retour dans l'abbaye. L'ensemble de l'abbaye est devenu depuis un bien culturel national.

## L'abbaye

### L'église abbatiale

Le plan de l'église abbatiale. Le nord est à gauche, l'église étant orientée vers l'est.

L'abbatiale respecte le plan traditionnel cistercien, avec ses trois nefs et son chevet plat. La particularité locale, due au matériau présent dans cette plaine marécageuse, est l'emploi de la brique au lieu de la pierre généralement utilisée en Bourgogne. Certains détails en sont changés, en particulier les piliers, qui ne sont pas à base rectangulaire, mais à base circulaire et très larges (diamètre d'1,8 mètre).
Les études architecturales récentes montrent les ressemblances techniques entre cette église et celle dite « Clairvaux II » de l'abbaye dirigée par Bernard ; notamment en ce qui concerne le système de dédoublement des travées (chaque grande travée de la nef correspond à deux travées dans les collatéraux).

### Le clocher-lanterne

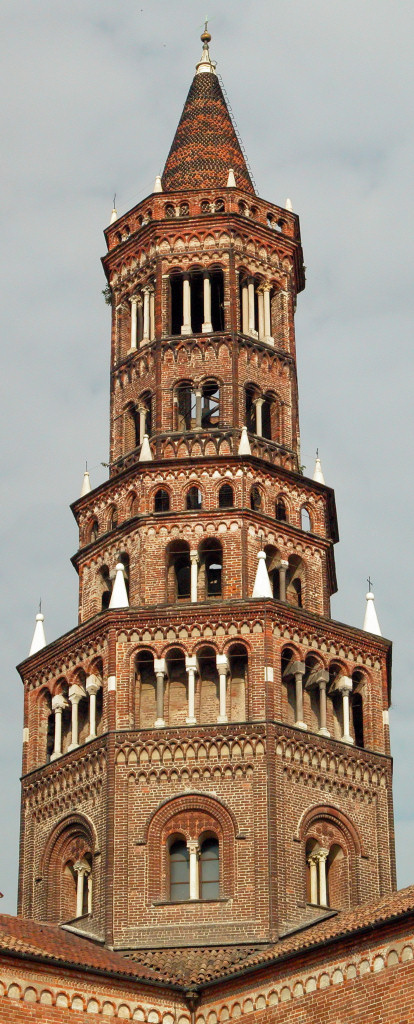
Le clocher-lanterne.

Une des particularités les plus visibles de l'abbaye de Chiaravalle est son clocher-lanterne, édifié à partir de 1290 par l'architecte Francesco Pecorari (it), et qui serait plus ou moins inspiré du clocher de Saint-Sernin de Toulouse et du Torrazzo de Crémone.

### Le cloître
Le grand cloître de la Renaissance, situé à l'est de l'ensemble monastique, a été rasé par les travaux ferroviaires du XIXe siècle ; en revanche, le cloître médiéval, situé juste au sud de l'église, est intact

### Les autres bâtiments monastiques
Autour du cloître sont situés les autres bâtiments monastiques ; de ce point de vue, Chiaravalle respecte scrupuleusement le plan cistercien traditionnel. À l'est, dans le prolongement du transept, sont situés la sacristie, la salle capitulaire et la salle des moines, surmontés du dortoir à l'étage. L'aile sud abrite les cuisines et le réfectoire, placés perpendiculairement à l'axe de l'abbatiale ; enfin, l'aile occidentale est celle des convers.